# Agonis baxteri
Agonis baxteri är en myrtenväxtart som först beskrevs av George Bentham, och fick sitt nu gällande namn av Judith Roderick Wheeler och Neville Graeme Marchant. Agonis baxteri ingår i släktet Agonis och familjen myrtenväxter. Inga underarter finns listade i Catalogue of Life.